# Clara Militch
Clara Militch est une longue nouvelle d'Ivan Tourgueniev écrite à Paris en 1882 et publiée à Saint-Pétersbourg dans la revue Le Messager de l'Europe en janvier 1883. 
La nouvelle, dont le titre de travail était Après la mort que l'auteur modifia juste avant la publication, mais que certains traducteurs français ont parfois conservé, évolue entre le récit d'un amour post mortem et le fantastique.

## Résumé
Jacques Aratov a 25 ans. Misanthrope, il vit seul avec sa tante et il a peur des femmes. Son seul compagnon l’oblige presque à sortir chez une amie des arts. Il y fait une brève apparition, avant de fuir. Invité à un concert, il lui semble que la chanteuse le fixe trop souvent. Quelques jours plus tard, elle lui envoie un mot avec un rendez-vous. Il s’y rend, mais ne sachant pas comment se comporter avec une femme, il donne l'impression d'être un mufle en se donnant l'air de vouloir garder sa tranquillité. Alors Clara s’en va en pleurant, signe probable d'un sentiment amoureux.
Aratov apprend peu après qu’elle s’est suicidée en s'empoisonnant avant de monter sur scène. Il se rend dans sa famille, où sa sœur lui donne le journal intime de la morte. Le jeune homme la voit en rêve, la nuit, puis va la rejoindre dans la mort.

## Adaptations
cinéma;
- 1915 : Après la mort (После смерти, Posle smerti) de Evgueny Bauer

## Éditions et publications françaises
- Après la Mort, dans La Nouvelle Revue, vol. 20, Paris, 1883, 60 pages[1].
- Claire Militch, traduit par Renée Alco, Genève, Éditions du Salève, 1946.
- Clara Militch, traduit par Françoise Flamant, dans Romans et nouvelles complets, tome III, Paris, Éditions Gallimard, coll. « Bibliothèque de la Pléiade » no 326, 1986, 57 pages ; réédition, Paris, Gallimard, coll. « Folio 2 euros » no 4047, 2004, 144 pages.